# Villavicencio
Villavicencio város Kolumbia középső részén, az Andok hegység keleti vonulata lábánál, Bogotától 75 km-re délkeletre. Itt veszi kezdetét az Orinoco-medence kiterjedt síksága.
Meta megye székhelye. Lakossága 471 ezer fő 2016-ban.
Kávé-, banán-, rizstermesztő és marhatenyésztő vidék központja, gazdaságában jelentős még a nyersolaj kivitele.

## Nevezetes szülöttei
- Óscar Ruiz, nemzetközi labdarúgó-játékvezető
- Humberto Clavijo, nemzetközi labdarúgó-partbíró
- Abraham Gonzalez, nemzetközi labdarúgó-partbíró
- Carolina Gaitán, kolumbiai színésznő és énekesnő

## Fordítás
- Ez a szócikk részben vagy egészben  a   Villavicencio című angol Wikipédia-szócikk fordításán alapul.  Az eredeti cikk szerkesztőit annak laptörténete sorolja fel. Ez a jelzés csupán a megfogalmazás eredetét és a szerzői jogokat jelzi, nem szolgál a cikkben szereplő információk forrásmegjelöléseként.